# Прощенки
Прощенки — деревня в Воронцовской волости Островского района Псковской области.
Расположена в 41 км к востоку от города Острова и в 5 км к юго-западу от бывшего волостного центра, деревни Шики и до 2015 года входила в состав упразднённой Шиковской волости
Численность населения деревни по состоянию на 2000 год составляла 1 человек.